# Дисилицид осмия
Дисилицид осмия — бинарное неорганическое соединение
осмия и кремния
с формулой OsSi2,
кристаллы.

## Получение
- Сплавление стехиометрических количеств чистых веществ:

{\displaystyle {\mathsf {Os+2Si\ {\xrightarrow {1640^{o}C}}\ OsSi_{2}}}}

## Физические свойства
Дисилицид осмия образует кристаллы
ромбической сингонии,
пространственная группа C mca,
параметры ячейки a = 1,01496 нм, b = 0,81168 нм, c = 0,82230 нм, Z = 16
.
При закалке расплава образуются метастабильные кристаллы
моноклинной сингонии,
пространственная группа C 2/c,
параметры ячейки a = 0,8661 нм, b = 0,2984 нм, c = 0,7472 нм, β = 119,01°, Z = 4.
Является полупроводником
.